# Holacanthus ciliaris
Espèce
Statut de conservation UICN

 LC  : Préoccupation mineure
Le Poisson-ange royal (Holacanthus ciliaris) est une espèce de poissons de la famille des pomacanthidés.

## Synonymes
- Angelichthys iodocus (Jordan & Rutter, 1897)
- Chaetodon ciliaris Linnaeus, 1758
- Chaetodon parrae Bloch & Schneider, 1801
- Chaetodon squamulosus  Shaw, 1796
- Holacanthus cornutus Desmarest, 1823
- Holacanthus coronatus Desmarest, 1823
- Holacanthus formosus Castelnau, 1855
- Holacanthus iodocus Jordan & Rutter, 1897
- Holacanthus lunatus  Blosser, 1909
- Holocanthus ciliaris (Linnaeus, 1758)